# Неферит II
Неферит ІІ (Nepherites, Наиаауруджу), е последен фараон от Двадесет и девета династия на Древен Египет, син и приемник на Хакор. Неферит управлявал за 4 месеца през 380 пр.н.е., според Манетон.
Не са известни почти никакви факти за краткото управление на Неферит ІІ. Няма монументи с неговото име. Той е свален от Kheperkare от Сенебит, който става следващият фараон под името Нектанеб I от новата Тридесета династия на Древен Египет.